# كو كورنيليسين
كو كورنيليسين (بالهولندية: Ko Cornelissen)‏ (29 يناير 1904 – 10 نوفمبر 1954) هو ملاكم هولندي راحل، مثّل بلاده في الألعاب الأولمبية الصيفية 1924.

## روابط خارجية
كو كورنيليسين على موقع أوليمبيديا (الإنجليزية)